# Ozzero
Ozzero (Voeusger o Oeusger in dialetto milanese, AFI: [(v)øˈzdʒeːr]; Auzanum in latino) è un comune italiano di 1 387 abitanti della città metropolitana di Milano in Lombardia.

## Geografia fisica

### Territorio
Ozzero è situato su una piccola collina, precisamente al centro del suo territorio comunale ed è compreso tra i comuni di Abbiategrasso, Morimondo e Vigevano. Ozzero non ha un territorio molto vasto ma ricco di corsi d'acqua e boschi, alcuni dei quali sono il Rile, la Gambarera, il Naviglio di Bereguardo, il Sombo.
Ozzero beneficia delle acque del Ticino derivate attraverso il Naviglio Grande e, da questo, attraverso il Naviglio Bereguardo, la cui costruzione risale al tardo medioevo.
Prima di questa canalizzazione, Ozzero disponeva di alcuni corsi d'acqua di natura risorgiva come Santa Maria e San Giuseppe. Nel parco del Ticino sono stati costruiti dei laghi artificiali per gli uccelli migratori, per pesci e per piante quasi uniche nel parco.

### Clima
Ozzero si caratterizza per un clima caldo e temperato. Le piogge sono molto frequenti: anche nel mese più secco si riscontrano numerose piogge. La temperatura media è di 12,8 °C. La media annuale di piovosità è di 1012 mm. Confrontando il mese più secco con quello più caldo si trova una differenza di 63 mm. Le temperature medie hanno una variazione di 21,2 °C durante l'anno. Gennaio è il mese più secco con 59 mm di piogge medie. Il mese di ottobre è quello con le maggiori precipitazioni, avendo una media di 122 mm.

## Storia

### Storia medievale
Nel 569 la Pianura Padana fu invasa dai Longobardi,dal loro arrivo in Italia si convertirono al Cattolicesimo promuovendo l'edificazione di numerose basiliche, oratori e cappelle.
Il Cristianesimo fu introdotto nel contado con l'istituzione della pievi, la plebe rurale si recava per ricevere battesimo, santificare le ricorrenze liturgiche l'istituzione evangelica e per sposarsi. La pieve nel cui territorio era compreso il villaggio di Ozzero fu quella di Rosate. Sempre per iniziativa dei longobardi sorse l'attuale parrocchia di S. Siro dedicata al primo vescovo di Pavia
Il comune rurale nei suoi caratteri antichi ha origini assai risalenti alla dominazione romana.
Dopo il 1000 anche a Ozzero una parte del territorio costituiva una pertinenza, cioè terre in comune tra i proprietari terrieri. Per la gestione di beni comuni nacque il comune rurale, ente pubblico con piena autonomia negli affari della comunità e diretta espressione di questa. Anche per Ozzero sono ben documentate entrambe le fasi di costituzione dell'organismo comunale, risale al 1156 il primo documento dove si citano i beni comuni di Ozzero.
Ad Ozzero in quel periodo esisteva anche la figura del podestà, si trattava di un esponente della famiglia feudale dei da Ozeno o un suo delegato, chiamato ad amministrare la giustizia in un luogo. Più tardi, dopo circa un secolo, la nomina del podestà locale sarebbe stato un diritto esercitato alternativamente ogni anno.
La curtis di riferimento di Ozzero non aveva sede a Rosate ma a Basiano (Morimondo).
Il comune e la parrocchia erano nella pieve di Rosate e del suo feudo.

### Risorgimento
Durante il Risorgimento, Ozzero fu coinvolta in molti conflitti che sono rimasti nella storia. Tra questi ricordiamo la Battaglia di Magenta, che ebbe ripercussioni anche sulla comunità di Ozzero, che dovette presidiare il Naviglio di Bereguardo, punto di fuga degli austriaci. Ozzero fu coinvolta anche nelle famose Cinque giornate di Milano, quando dovette inviare rinforzi militari e acquistò armi per i soldati milanesi. Con l'unità d'Italia il comune di Ozzero tornò dalla provincia di Pavia a quella di Milano.

### Simboli
Lo stemma e il gonfalone sono stati concessi con decreto del presidente della Repubblica del 8 novembre 1991.
Lo stemma del Comune di Ozzero riprende quello dell'antica famiglia lombarda dei da Oxero o Ozero, alleata dei Torriani nella lotta contro i Visconti, che ha tratto denominazione e origine proprio da questa terra, così come risulta illustrato a pagina 262 dello Stemmario Trivulziano. 
Il gonfalone è un drappo troncato di bianco e di rosso.

## Monumenti e luoghi d'interesse

### Architetture religiose

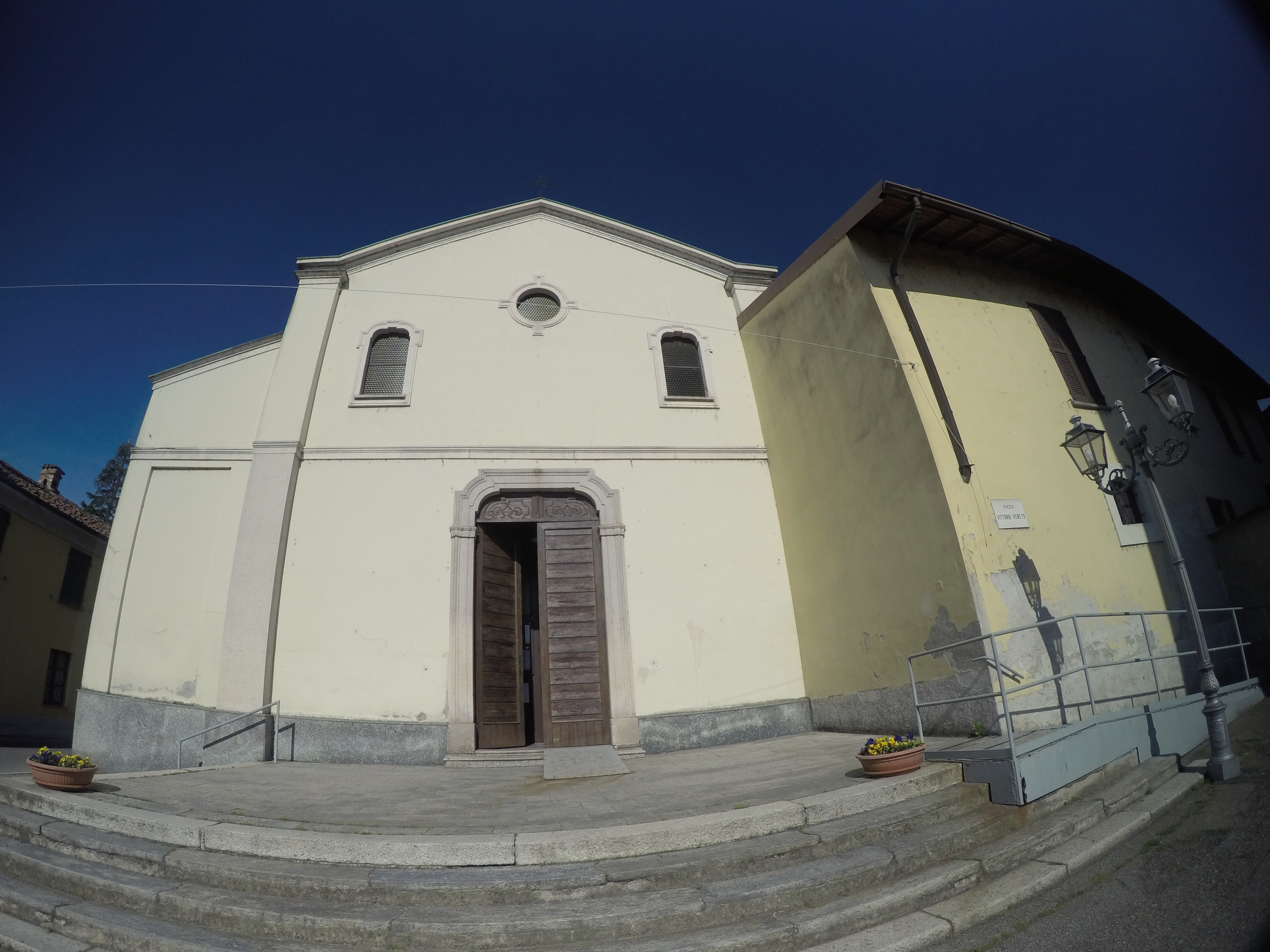
Chiesa parrocchiale di San Siro in Piazza Vittorio Veneto

Alla fine del Duecento sul territorio di Ozzero esistevano tre edifici sacri: la chiesa di S. Siro e gli oratori di S. Maria e dei santi Cornelio e Cipriano. Di quest'ultima costruzione non è rimasta alcuna traccia, mentre l'oratorio di S. Maria si trovava presso la cascina di S. Maria del Bosco ed esisteva ancora nei primi decenni del Novento, in prossimità dei boschi: qui arrivava il Ticino, dove erano presenti un approdo e il traghetto del sale.
A partire dal Cinquecento vennero eretti altri edifici sacri. Nei verbali della visita pastorale effettuata da san Carlo nel 1573, presso il cimitero della parrocchia si menziona una chiesetta di S. Rocco, forse non ancora ultimata e di cui pure non restano tracce.
Si ignora l'esatta ubicazione di un oratorio dedicato alla Beata Vergine Immacolata e a san Francesco presso l'osteria della Soria.
Un altro oratorio scomparso era quello dedicato a santa Giuliana.
L'unico oratorio superstite è quello edificato nel castello dai Cattaneo, benedetto nel 1726.
L'oratorio di S. Alberto di Caselle, fu aggregato alla parrocchia di S. Siro da san Carlo, perché fino a quel momento parte del territorio della località era sotto Zelo Surrigone e Morimondo. La costruzione originaria risale al Quattrocento, come testimoniato dalla dedicazione e perché conserva pitture di quel secolo, eseguite verosimilmente poco dopo l'ultimazione dell'edificio.

### Architetture civili

#### Palazzo Marino Centurione
Collocato in cima ad un lieve pendio e circondato da un'area verde nel centro storico del paese, il palazzo è un esempio di residenza signorile cinquecentesca.
L'edificio ha forma di parallelepipedo con pianta quadrata. Il portico costituisce un elemento di armonia fra interno ed esterno e le sale terrene confermano la volontà di godere direttamente dell'ambiente circostante.
Sulle origini del palazzo Centurione non sono presenti dati scritti e quindi non si sa da chi sia stato commissionato. La proprietà pare sia appartenuta nel XVI secolo prima ai Merviglia e, dal 1540, a Giovanni Marino, fratello del più famoso Tommaso: probabilmente a questi personaggi si deve l'edificazione del palazzo.
Negli anni recenti, il palazzo Centurione è abbandonato.

#### Palazzo Barzizza
Il Palazzo Barzizza è un edificio di origini rinascimentali, costruito nel XIV secolo su terreni ceduti da Gian Galeazzo Sforza ai Malabarba che a loro volta li concessero ai Barzizza.
Il palazzo divenne successivamente proprietà della famiglia del nobile Gerolamo del Frate, morto nel 1729, che lo lasciò in eredità alla moglie Donna Maria Rezzonico. Il Conte Alessandro Rezzonico Della Torre, a sua volta, lasciò il palazzo e i beni di Ozzero in eredità alla Casa Pia Istituto dei Sordomuti Poveri di Campagna. La proprietà passò quindi al Comune di Ozzero che alienò il bene: divenuto di nuovo proprietà di privati, della famiglia Migliavacca, nel 1989 fu ceduto all'attuale proprietario.
La corte interna dovrebbe risalire al XVII secolo. Nell’ala padronale sono presenti delle splendide colonne in granito venato di rosa. L’ala della servitù invece ha un colonnato in cotto. Opere murarie, calore e nerofumo hanno notevolmente danneggiato gli affreschi esterni.
Oggi la costruzione, nonostante i danni subiti, mostra ancora tracce dell'antica bellezza ed è tuttora tutelata dalle Belle Arti.

### Cascine
Nel territorio del comune di Ozzero, nel tempo, sono esistite diverse cascine, alcune delle quali sono ancora presenti dopo molti secoli, altre sono abbandonate o distrutte.
Marcite
Presso il Mulino del Maglio sono ancora presenti e attive le marcite, un tempo molto diffuse nella Valle del Ticino. In un documento storico dei monaci cistercensi della vicina Morimondo datato 1188 vengono citate queste marcite bagnate dalla roggia Rile.
Tali prati marcitoi sono gestiti da un camparo che conserva la tradizione storica e locale, utilizzando gli sfalci di erba fresca per l'alimentazione del bestiame ed il latte prodotto da esse viene trasformato in formaggio la cui peculiaritá oltre ad avere una ottima qualità organolettica è quella di conferire una colorazione paglierina al prodotto dovuta alla presenza di beta carotenoidi. 
In questo storico mulino vennero forgiate delle chiavi meccaniche in consegna al Duomo di Milano durante la sua costruzione.

## Società

### Evoluzione demografica
- 600 nel 1751
- 799 nel 1771
- 900 nel 1805
- annessione ad Abbiategrasso nel 1811
- 1091 nel 1853 dopo l’annessione di Bugo

Abitanti censiti

Nel 1885 sul territorio del comune erano 1 228 abitanti (669 maschi e 559 femmine) e nell'intervallo dal 1861 al 1971 la popolazione rimase pressoché costante, se si escludono due picchi negli anni venti e cinquanta. Nel 2017 la popolazione censita è di 1 489 abitanti (728 maschi e 761 femmine). Sul territorio del comune sono presenti 77 cittadini stranieri.

## Economia
Fin dal passato, a Ozzero si coltivano il riso e il granoturco (introdotto nel Milanese verso il 1630).
In passato era diffusa anche la coltivazione della vite. Quanto al vino, come nei territori circostanti, esso era destinato al consumo locale.
Ancora oggi si allevano mucche da latte per la produzione di formaggi.